# Mullus barbatus
Cá phèn đỏ hay cá đối đỏ (Danh pháp khoa học: Mullus barbatus) là một loài cá phèn trong họ Mullidae được tìm thấy ở biển Địa Trung Hải, biển Marmara, Biển Đen và phía đông của bắc Đại Tây Dương từ bán đảo Scandinavia tới Senegal. Loài này có hai phân loài
- M. b. barbatus  Linnaeus, 1758
- M. b. ponticus  Essipov, 1927 (tìm thấy ở biển Đen và biển Azov)